# Jan Herberts (voetballer)
Jan Herberts (Elst, 4 juli 1899 - 13 juli 1981) was een Nederlandse voetballer en voetbalbestuurder.
Hij trad op jonge leeftijd tot Vitesse toe en speelde in de seizoenen 1917/'18-1921/'22 in Vitesse 1 als linksbuiten. Jan Herberts was bestuurslid van Vitesse in de periode 1927-1938 en werd in 1938 benoemd tot lid van verdienste van de vereniging. In de periode 1951-1960 had hij nogmaals zitting in het Vitesse bestuur.
In zijn woonplaats Elst vormde hij samen met zijn broer Henk, de latere erevoorzitter van Vitesse, de directie van de drukkerij en boekhandel Herberts en fungeerde hij als KNVB consul. Na de Tweede Wereldoorlog maakte hij op voorspraak van de Over Betuwse amateurclubs geruime tijd deel uit van het bestuur van de toenmalige afdeling Nijmegen van de KNVB.